# Juillaguet
Juillaguet foi uma comuna francesa na região administrativa da Nova Aquitânia, no departamento de Charente. Estendia-se por uma área de 7,27 km². Em 2010 a comuna tinha 139 habitantes (densidade: 19,1 hab./km²).
Em 1 de janeiro de 2016, passou a formar parte da nova comuna de Boisné-La Tude.